# Ulica Jagiellońska w Kielcach
Ulica Jagiellońska – jedna z ulic w Kielcach. Jest jedną z głównych ulic łączących zachodnie dzielnice miasta.

## Przebieg
Ulica zaczyna się na skrzyżowaniu z ulicami Krakowską i Jagodową. Później krzyżuje się m.in. z ulicami: Karczówkowską, Grunwaldzką, Piekoszowską i Hożą. Kończy się na skrzyżowaniu z ul. 1 Maja.  
Ulica Jagiellońska łączy DW762 (ul. Krakowska) z DW786 (ul. Grunwaldzka) oraz ul. 1 Maja, będąc jedną z najważniejszych ulic w zachodniej części miasta. 

## Historia
Najstarszą częścią ulicy Jagiellońskiej jest fragment łączące ulice 1 Maja oraz Piekoszowską. Znaczny wzrost znaczenia tej ulicy nastąpił w latach 50. XX wieku, kiedy to zdecydowano o zabudowaniu tej części miasta (powstało wówczas Osiedle Czarnów). Znaczenie tranzytowe zyskała z kolei po wybudowaniu ul. Grunwaldzkiej, jako przedłużenie ul. Waligóry (ob. Żytniej). W latach 70. i 80. przedłużono Jagiellońską do ul. Krakowskiej. Przedłużenie to było częścią niezrealizowanej koncepcji o przeprowadzeniu ul. Jagiellońskiej dalej przez m.in. Pakosz w kierunku Staszowa.
Pierwotnie ulica miała charakter ulicy przemysłowej. Z czasem stawała się coraz bardziej wielkomiejska (choć na niektórych fragmentach nie funkcjonuje zabudowa zwarta).

## Przebudowy ul. Jagiellońskiej
W 2009 roku wzmocniono nawierzchnię na odcinku od ulicy Piekoszowskiej do ulicy 1 Maja.
W latach 2009–2022 nie dokonywano znaczących remontów, poza wyremontowaniem skrzyżowań z ul. Piekoszowską (wybudowano rondo) oraz Karczówkowską.
W ramach wdrażania Inteligentnego Systemu Transportowego (ITS), w latach 2022–2023 częściowo wyremontowane zostały skrzyżowanie ulicy Jagiellońskiej z ulicami: 1 Maja, Hożą i Krakowską.
W połowie 2022 roku miał rozpocząć się remont w obszarze ulic: Jagiellońskiej, Karczówkowskiej, Podklasztornej oraz Kamińskiego. W jego ramach przebudowane miało zostać skrzyżowanie ulic Jagiellońskiej i Karczówkowskiej, do którego bezpośrednio została dołączona ul. Kamińskiego oraz postawiona została sygnalizacja świetlna. Ostatecznie remont ruszył 1 grudnia 2022 roku i potrwał do 15 grudnia 2023 roku.

## Ważniejsze obiekty przy ul. Jagiellońskiej
- zajezdnia MPK[11]
- Zespół Szkół nr 2, w skład którego wchodzą X LO, Branżowa Szkoła nr 6 i Technikum nr 11[12]
- Wyższa Szkoła Ekonomii, Prawa i Nauk Medycznych im. prof. E. Lipińskiego[13]
- Ogród Botaniczny
- Wojewódzka Specjalistyczna Przychodnia Gruźlicy i Chorób Płuc w Kielcach, wchodząca w skład Wojewódzkiego Szpitala Zespolonego, który jest położony w rogu ulic Jagiellońskiej i Grunwaldzkiej na Czarnowie
- Świętokrzyski Zarząd Dróg Wojewódzkich[14]
- Wojewódzka Stacja Sanitarno-Epidemiologiczna[15]
- oddział nr 7 PKO BP[16]
- Zespół Szkół Mechanicznych, w skład którego wchodzą Technikum nr 2 oraz Branżowa Szkoła nr 1[17]
- Wydział Geodezji Urzędu Miasta Kielce[18]
- III LO[19]

## Ulica Jagiellońska a ruch tranzytowy
24 stycznia 2022 roku Wiktor Pytlak, prezes Stowarzyszenia Mieszkańców Osiedla Jagiellońskie, złożył wniosek o wprowadzenie zakazu ruchu tranzytowego na ulicy Jagiellońskiej. Swoją decyzję uzasadniał kwestiami bezpieczeństwa. Ponadto, od kilku lat istnieje ciąg Krakowska-Armii Krajowej-Żelazna-Gosiewskiego-Zagnańska w ciągu DW762, który ma być głównym szlakiem tranzytowym w tym rejonie miasta. Wielu kierowców jednak skraca trasę jadąc właśnie ulicą Jagiellońską. Ostatecznie w połowie marca 2022 roku Miejski Zarząd Dróg wprowadził nowe oznaczenie m.in. na ul. Krakowskiej, które prowadzi ruch tranzytowy dalej przez DW762.

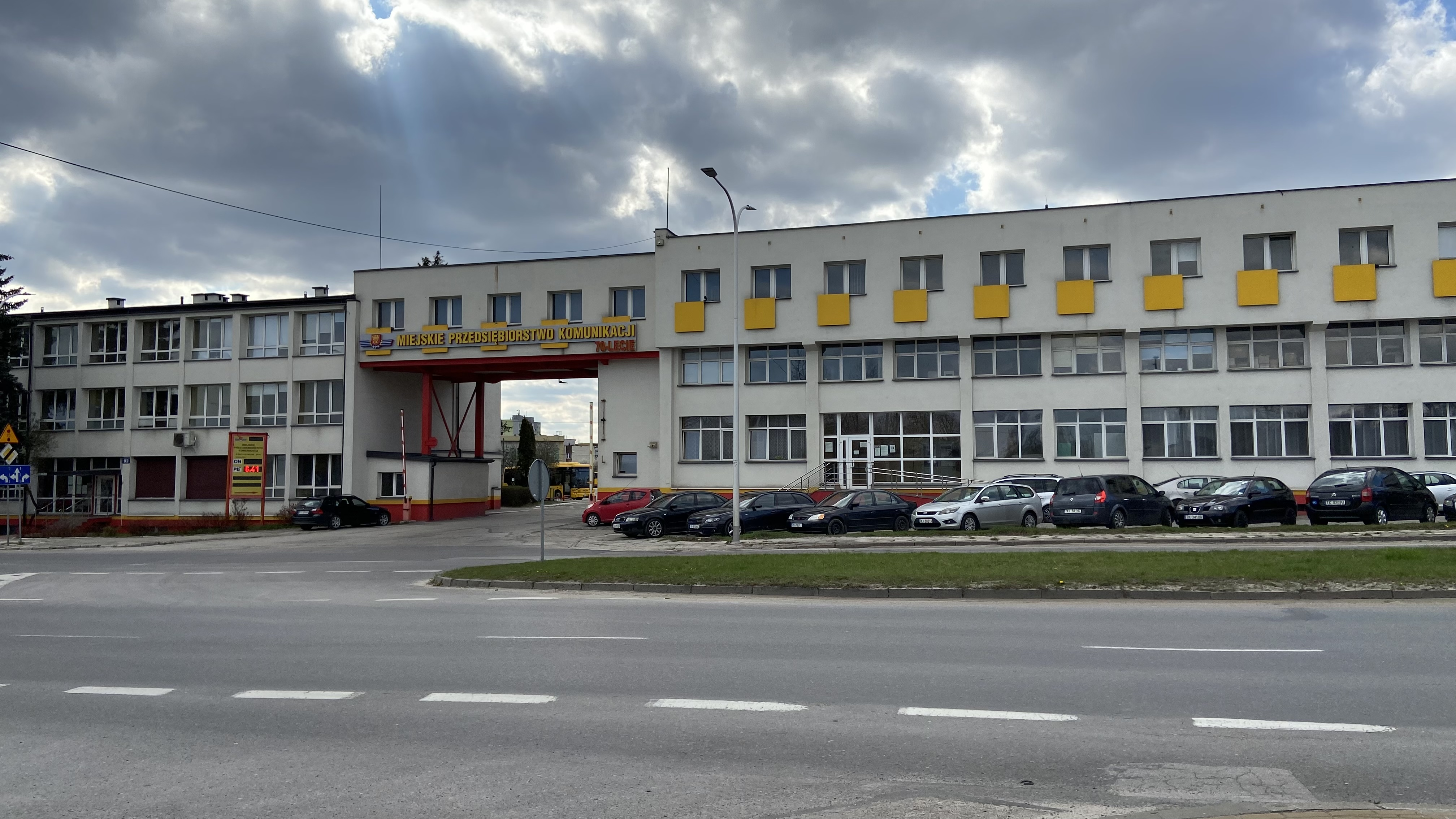
Wjazd do zajezdni autobusowej od strony ul. Jagiellońskiej

## Komunikacja miejska
Ulica Jagiellońska jest jedną z lepiej skomunikowanych ulic w mieście. 14 przystanków, które znajdują się na tej ulicy obsługuje 18 linii autobusowych (1, 2, 5, 13, 18, 23, 25, 26, 28, 31, 35, 50, 51, 102, 107, 114, N1, Z).
Ponadto na rogu ulic Jagiellońskiej i Krakowskiej znajduje się wybudowana w 1967 r. zajezdnia MPK.